# Thamnophilus torquatus
Thamnophilus torquatus là một loài chim trong họ Thamnophilidae.